# Schiebewurst

Schiebewurst am Beginn

Schiebewurst ist der scherzhafte Ausdruck für eine Methode, in Zeiten der Armut und Not wenig Wurst mit viel Brot zu essen. Dabei wird eine kleine oder dünne Wurstscheibe auf einer wesentlich größeren Brotscheibe nach jedem Bissen ein Stück zurückgeschoben, so dass auf einen großen Bissen Brot nur ein kleiner an Wurst kommt, oder die Wurstscheibe wird als Ganzes weitergeschoben und mit den letzten Bissen des Brotes gegessen. Eine andere Bezeichnung dafür ist Schiebebrot essen. Beide Redewendungen sind seit 1910 in der Literatur nachgewiesen.
Etwa zeitgleich kam auch die Bezeichnung Schiebebutter auf, wobei auf einem größeren Stück Brot ein kleines Stück Butter mit den Zähnen bis zum letzten Bissen weitergeschoben wurde.